# Mönchshof (Ebensfeld)
Mönchshof ist ein Ortsteil des oberfränkischen Marktes Ebensfeld im Landkreis Lichtenfels.

## Geographie
Die Einöde liegt etwa zwei Kilometer nordwestlich von Ebensfeld nahe am Main. Sie gehört zum Banzgau, einem lang gezogenen Dreieck zwischen der Itz und dem Main, südlich von Kloster Banz.

## Geschichte
Mönchshof wurde erstmals um 1249 erwähnt, als Papst Innozenz IV. allen Besitz des Klosters Langheim bestätigte, darunter „Grangias“, ein Rindshof bei „Durigstat“ (Döringstadt). 1252 bestätigte der Bamberger Bischof Heinrich, dass sein Vorgänger Bischof Ekbert dem Kloster Güter für seinen Wirtschaftshof bei Döringstadt übereignet hatte. Im Urbar des Klosters Langheim wurde etwa im Jahr 1420 der Hof bestehend aus sieben Selden und Weinbergen beschrieben.
1516 wurde das Landgut mit „Munnchhoff vnter Dhurinngstadt“ gelegen bezeichnet. 1586 stand im Urbar des Klosters: „Ein Hoff vnterhalb Duringstadt gelegen.“ Er war zent- und steuerfrei und musste nur Zins über den Vogt zu Döringstadt an die Bamberger Domprobstei zahlen.
1731 wurde die Siedlung beschrieben als Hof, unterhalb „Dürnstaat“ gelegen, wozu unter anderem eine Wies, der „Münchsanger“ und ein Gehölz an der „Münchsleithen“ gehörten. 1801 war Mönchshof ein mit zwei Häusern bebauter Hof, dessen Lehen- und Vogteiherrschaft dem Kloster Langheim gehörte und der dem Klosteramt Steuern zahlen musste. 1862 wurde Mönchshof in das neu geschaffene bayerische Bezirksamt Staffelstein eingegliedert. Das Dorf gehörte zur Landgemeinde Döringstadt im Landgerichtsbezirk Staffelstein.
1871 hatte Mönchshof sieben Einwohner und sieben Gebäude. Die katholische Schule und Kirche befanden sich im 0,5 Kilometer entfernten Döringstadt. 1900 umfassten die Orte der Landgemeinde Döringstadt eine Fläche von 668,57 Hektar, 386 Einwohner, von denen alle katholisch waren, und 78 Wohngebäude. 13 Personen lebten in Mönchshof in einem Wohngebäude und 1925 sechs Personen in einem Wohngebäude. 1950 hatte Mönchshof elf Einwohner und ein Wohngebäude. Im Jahr 1970 zählte die Einöde acht Einwohner.
Am 1. Juli 1972 wurde der Landkreis Staffelstein aufgelöst. Döringstadt wurde mit Mönchshof in den Landkreis Lichtenfels eingegliedert und Ebensfeld als Gemeindeteil zugeschlagen.

## Sehenswürdigkeiten
In der Bayerischen Denkmalliste sind für Mönchshof zwei Baudenkmäler aufgeführt.